# Gustav von Diest

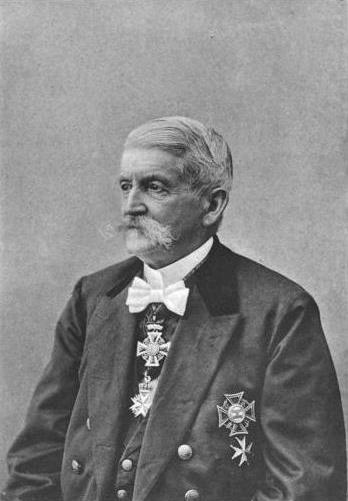
Gustav von Diest (vor 1904)

Gustav Friedrich Heinrich Paul von Diest (* 16. August 1826 in Posen; † 27. Februar 1911 in Merseburg) war ein deutscher Jurist, Politiker, Verwaltungsbeamter und Autor. Er amtierte als preußischer Regierungspräsident von Wiesbaden (1867–1869), Danzig (1869–1876) und Merseburg (1876–1894).

## Familie
Diest entstammt einem alten Adelsgeschlecht, das mit dem lutherischen Theologen und Pfarrer Herrmann Tegeler von Diest in Diestedde (heute Ortsteil von Wadersloh) im westfälischen Kreis Warendorf seine Stammreihe beginnt, und war der Sohn des späteren preußischen Generalleutnants Heinrich von Diest (1785–1847), vormals kaiserlich russischer Generalstabsoffizier und Flügeladjutant des Zaren Alexander II. und Militärattaché in Berlin, und der Adelheid von Gerhardt (1794–1832).
Diest heiratete am 3. März 1859 in Frankfurt (Oder) Anna von Thile (* 20. August 1830 in Berlin; † 5. Oktober 1908 in Merseburg). Seine Frau war die Tochter des Adolf von Thile (1784–1861), preußischer General der Infanterie, und der Auguste von Schöning (1788–1859). Seine Tochter Elisabeth (1862–1946) heiratete nacheinander die Brüder Siegfried und Wilhelm von Quast.
Ihre Grabsteine findet man noch heute auf dem im Jahr 1854 von Ferdinand von Quast angelegten Friedhof Campo Santo in Radensleben bei Neuruppin.

## Leben
Diest begann im Jahr 1848 seine Laufbahn als Auskultator, wurde 1850 Regierungsreferendar in Potsdam, war 1851/1852 kurzzeitig für den Major Friedrich Wilhelm von Schenkendorff-Wulkow (1794–1861) interimistisch Landrat des Kreises Ruppin in Neuruppin und wurde 1854 Regierungsassessor in Düsseldorf. 1857 ging er ans Oberpräsidium in Koblenz, wurde 1858 Landrat des Landkreises Wetzlar und 1866 Zivilkommissar für Nassau.
Zwischen 1867 und 1874 war Diest zunächst Mitglied im Reichstag des Norddeutschen Bundes und danach des Deutschen Kaiserreiches Er wurde zunächst im Reichstagswahlkreis Regierungsbezirk Wiesbaden 3 und dann im Reichstagswahlkreis Regierungsbezirk Danzig 2 gewählt. Er gehörte der konservativen Partei an.
Von 1867 bis 1869 war er Regierungspräsident in Wiesbaden und dort sogar Mitglied des Kunstgewerbevereins. Bereits 1869 wurde er nach Danzig versetzt, da er als Konservativer heftige Auseinandersetzungen mit dem Liberalen Karl Braun hatte. Bismarck wollte sich Braun, der einer der Führer der nationalliberalen Reichstagsfraktion war, gewogen halten und betrieb deshalb Diests Versetzung. 1869 bis 1876 wirkte er als Regierungspräsident im Regierungsbezirk Danzig und 1876 bis 1894 im Regierungsbezirk Merseburg.
Er war Mitglied der Generalsynode und Wirklicher Geheimrat. In den Jahren 1867 bis 1874 war er für die Konservative Partei (KoP) Mitglied des deutschen Reichstags und von 1894 bis zu seinem Tod (1911) Mitglied des Preußischen Herrenhauses. Diest war Dechant des Domstifts Merseburg und Rechtsritter des Johanniterordens.

## Schriften
- Meine Orientreise im Frühjahr 1899. E. S. Mittler, Berlin 1899.
- Aus dem Leben eines Glücklichen: Erinnerungen eines alten Beamten. E. S. Mittler, Berlin 1904. Reprint 2022. ISBN 978-1-0180-8959-1.

### Genealogie
- Gothaisches Genealogisches Taschenbuch der Adeligen Häuser 1941, Teil B (Briefadel). Zugleich Adelsmatrikel der Deutschen Adelsgenossenschaft, Jg. 33, Justus Perthes, Gotha 1940, S. 124.
- Walter von Hueck, Hans Friedrich von Ehrenkrook, Friedrich Wilhelm Euler: Genealogisches Handbuch der Adeligen Häuser B (Briefadel), Band VIII, Band 41 der Gesamtreihe GHdA, C. A. Starke, Limburg an der Lahn 1968, S. 40 ff. (Mit Bildnis). ISSN 0435-2408
- Diest, Gustav Friedrich Heinrich Paul von. Hessische Biografie. (Stand: 3. Februar 2020). In: Landesgeschichtliches Informationssystem Hessen (LAGIS).

### Allgemeines
- Thomas Klein: Leitende Beamte der allgemeinen Verwaltung in der preußischen Provinz Hessen-Nassau und in Waldeck 1867 bis 1945 (= Quellen und Forschungen zur hessischen Geschichte. Bd. 70), Hessische Historische Kommission Darmstadt, Historische Kommission für Hessen, Darmstadt/Marburg 1988, S. 111–112. ISBN 3884431595.
- Horst Romeyk: Die leitenden staatlichen und kommunalen Verwaltungsbeamten der Rheinprovinz 1816–1945 (= Publikationen der Gesellschaft für Rheinische Geschichtskunde. Band 69). Droste, Düsseldorf 1994, ISBN 3-7700-7585-4, S. 413–414.